# Palácio de Linlithgow

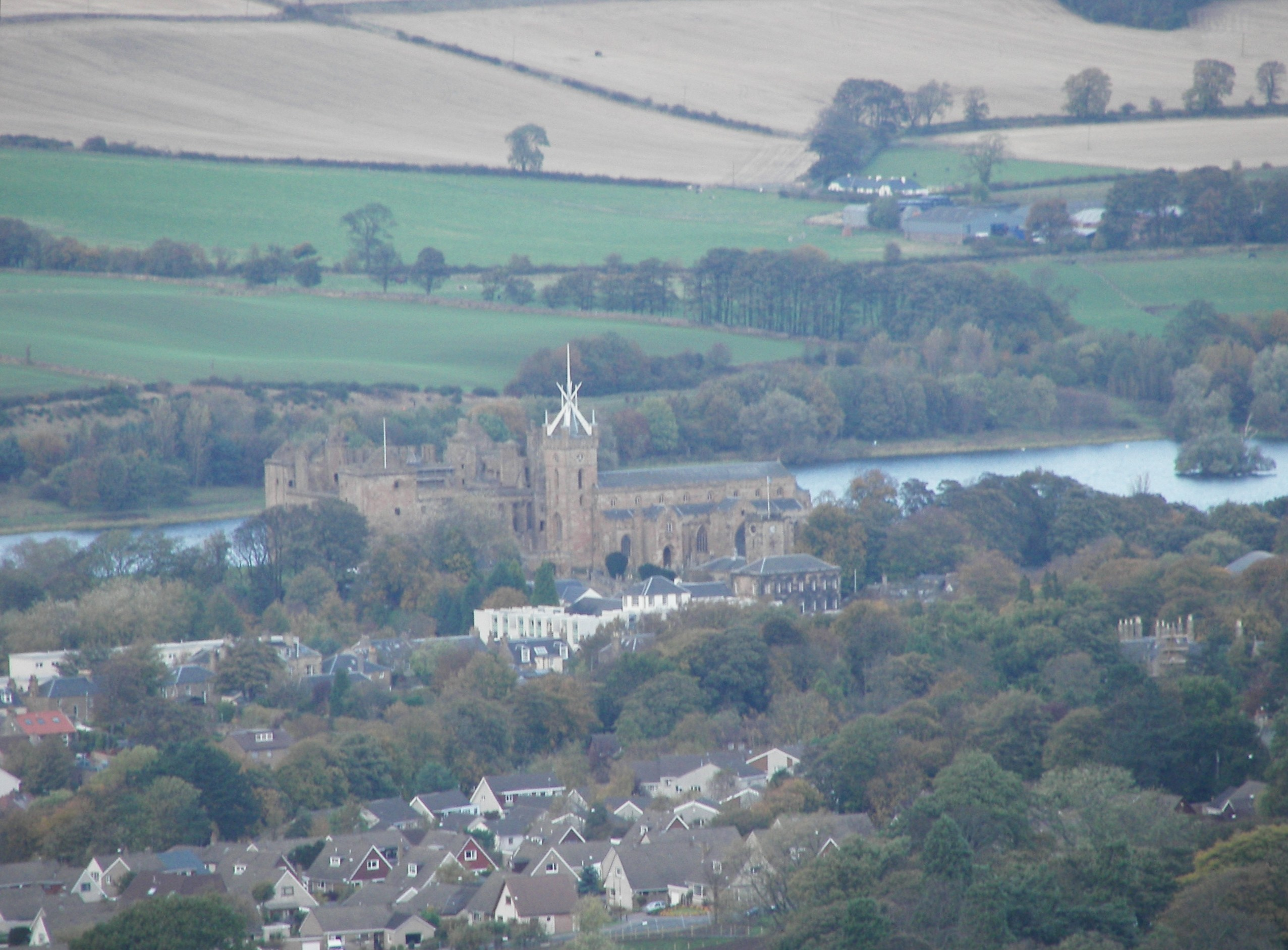
Vista do Palácio de Linlithgow a partir da Cockleroy Hill.

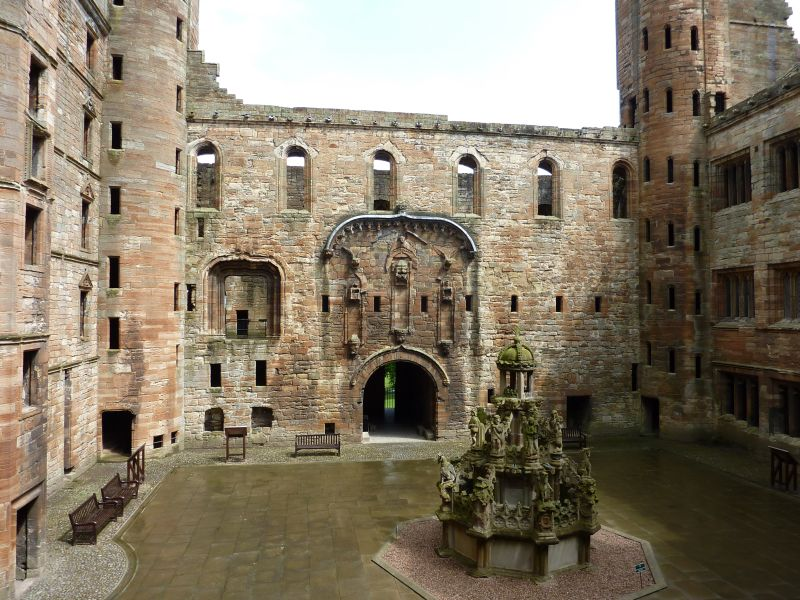
Pátio com fonte visto de oeste.

O Palácio de Linlithgow (em inglês Linlithgow Palace) é um antigo palácio Real da Escócia, cujas ruínas se encontram na cidade de Linlithgow, região de West Lothian, a 15 milhas de Edimburgo. 

## História

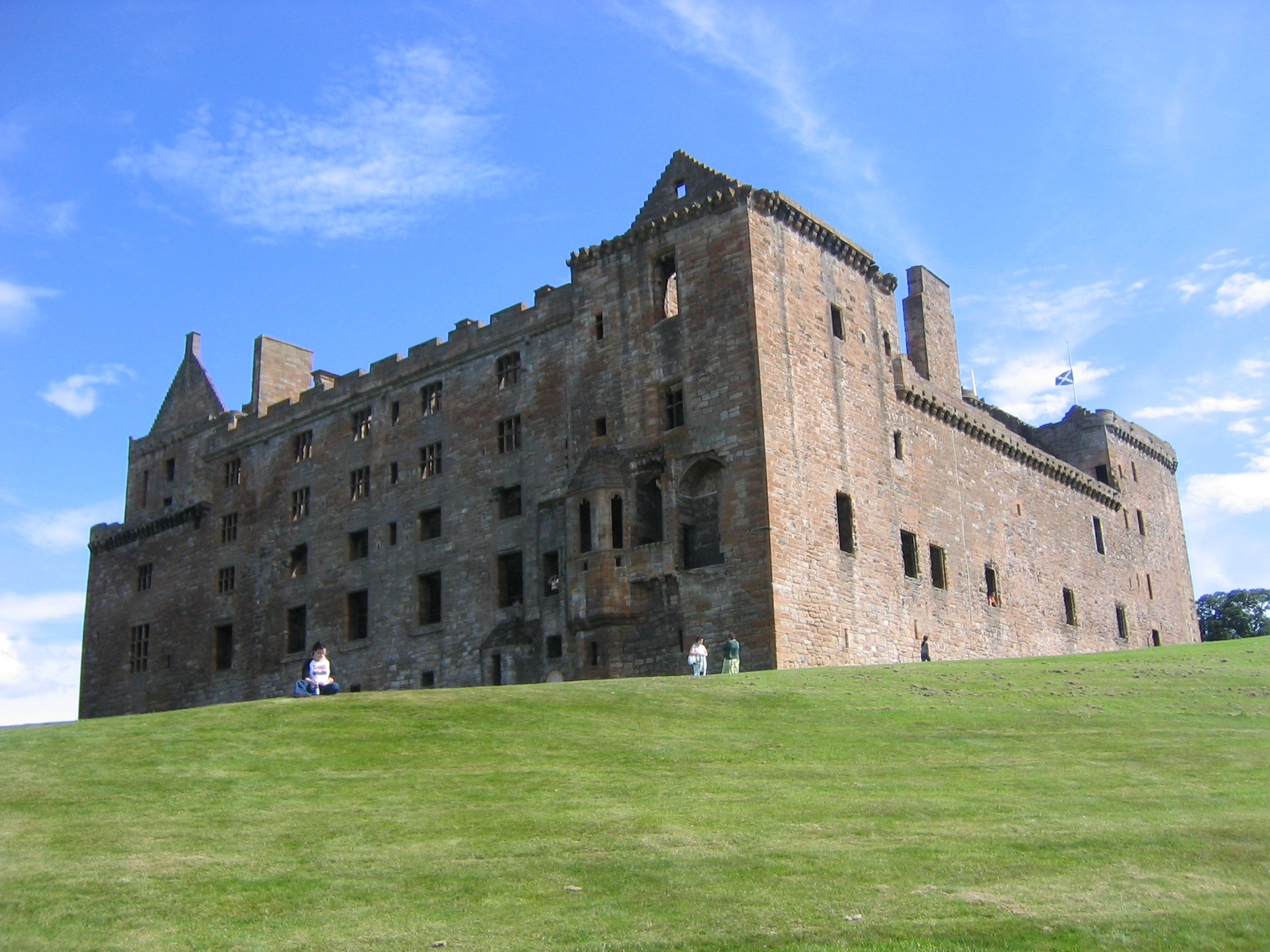
Fachadas norte e oeste do Palácio de Linlithgow.

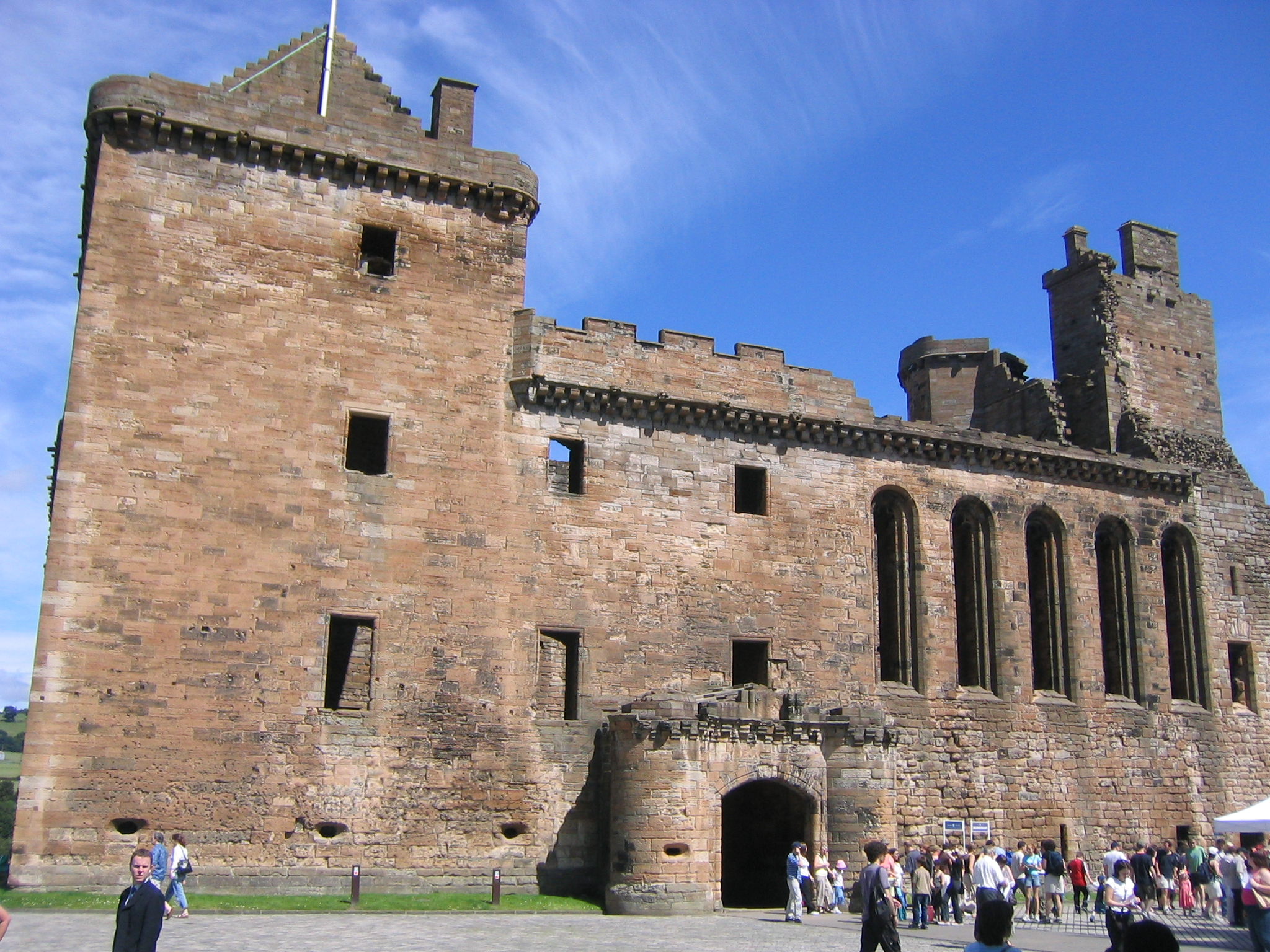
Fachada sul do Palácio de Linlithgow.

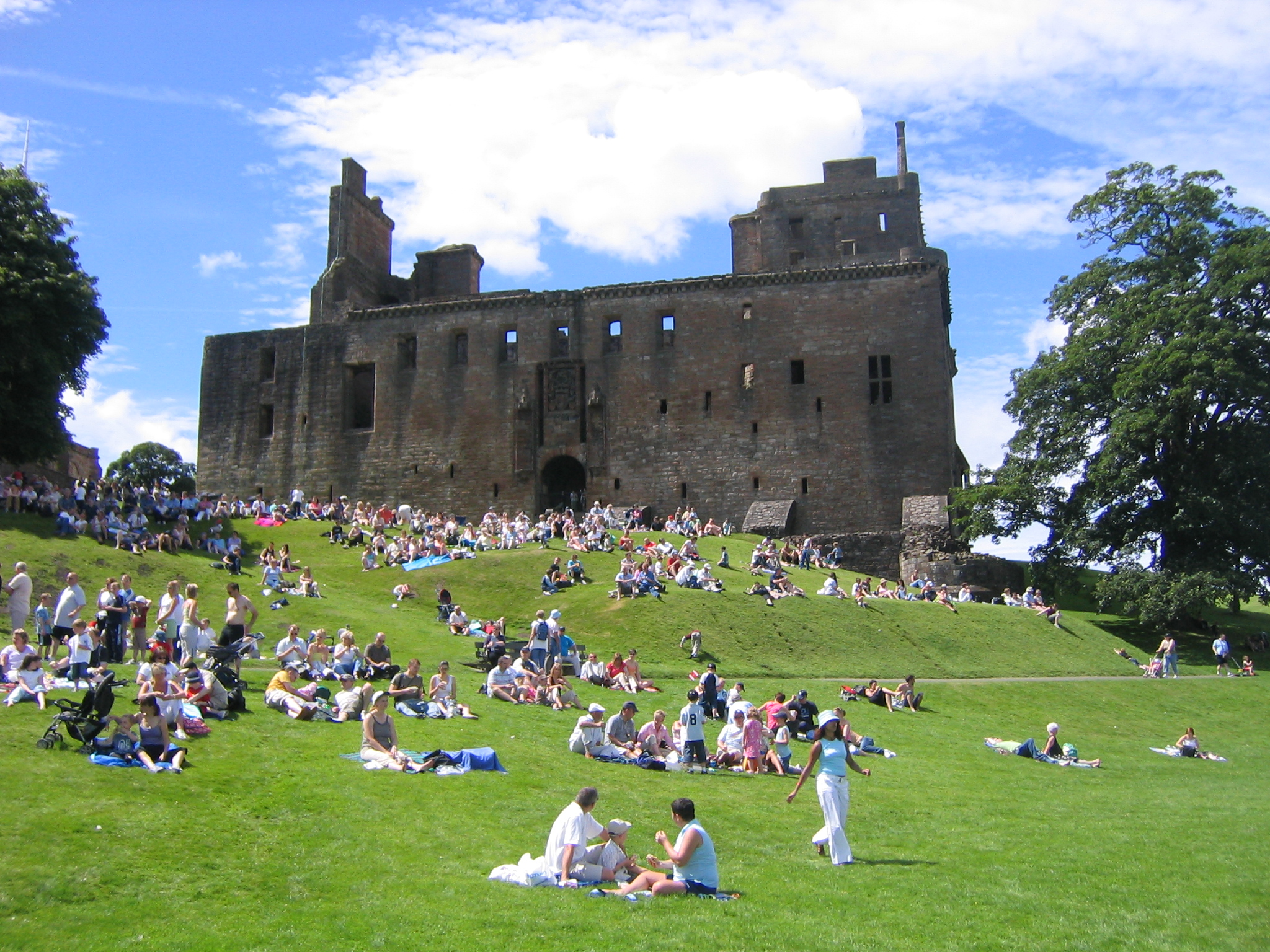
Fachada este do Palácio de Linlithgow.

No local onde se ergue o Linlithgow Palace existia um solar no século XII. Este foi substituído por uma fortificação conhecida como the Peel, construída no século XIV pelas forças inglesas sob Eduardo I. O lugar do solar fez da fortaleza uma base militar ideal para garantir a segurança das rotas das provisões entre o Castelo de Edimburgo e o Stirling Castle.
Em 1424, a cidade de Linlithgow foi parcialmente destruída num grande incêndio. O Rei Jaime I começou a reconstrução do palácio como uma grande residência para a realeza escocesa. Ao longo do século seguinte, o palácio desenvolveu-se numa estrutura formal com pátio, com significativas adições feitas por Jaime III e Jaime IV. Jaime V, nascido no palácio em Abril de 1512, acrescentou a portaria exterior e a elaborada fonte do pátio. Maria, Rainha dos Escoceses nasceu no palácio em Dezembro de 1542, e esteve ocasionalmente no edifício durante o seu reinado. Depois da União das Coroas, em 1603, a Corte Real ficou, em grande medida, sedeada na Inglaterra e Linlithgow foi muito pouco usado. Apesar de o Rei Jaime VI ter mandado reconstruir a ala norte entre 1618 e 1622, o único monarca reinante que esteve em Linlithgow depois dessa data foi o Rei Carlos I, o qual passou ali uma noite em 1633.   
O canto do cisne do palácio deu-se em Setembro de 1745, quando Carlos Eduardo Stuart visitou Linlithgow na sua marcha para sul, embora não tenha pernoitado ali. Diz-se que a fonte jorrou vinho em sua honra. O exército do Duque de Cumberland destruiu a maior parte dos edifícios do palácio, queimando-os em Janeiro de 1746.
O palácio tem sido activamente conservado desde o início do século XIX, sendo actualmente administrado e mantido pela Historic Scotland. O lugar está aberto aos visitantes ao longo de todo o ano (entrada paga). No verão, a adjacente igreja paroquial de St Michael, do século XV, está igualmente aberta ao público, permitindo uma visita combinada a dois dos mais refinados edificios medievais sobreviventes na Escócia.
A Historic Scotland tem em curso uma experiência com guias turísticos júnior. Usando crianças da vizinha escola primária de Linlithgow Primary, as escolas podem organizar visitas. Durante o verão, os jovens podem fazer visitas voluntariamente.